# Метод локализации
Метод локализации — метод синтеза систем автоматического управления нелинейными и нестационарными объектами, включающий формирование управления как функции вектора скорости и обеспечивающий локализацию и подавление действия возмущений.

## Формулировка задачи синтеза
Рассматривает задача управления нелинейными и нестационарными объектами, модель поведения которых имеет вид
{\displaystyle \left\{{\begin{matrix}{\dot {x}}=f(t,x,u),\\y=g(t,x),\end{matrix}}\right.}
где {\displaystyle x\in R^{n}}; {\displaystyle (y,u)\in R^{m}}; {\displaystyle m\leqslant n}; {\displaystyle f} и {\displaystyle g} - однозначные непрерывно дифференцируемые функции. Явная зависимость правой части от {\displaystyle t} отражает действие возмущений, которые могут быть порождены как нестационарностью характеристик, так и действием аддитивных (сигнальных) возмущений.
Цель функционирования состоит в организации свойства:
{\displaystyle \lim y(t)=v} при {\displaystyle t\rightarrow \infty }.
Динамика процесса {\displaystyle y(t)\rightarrow v} должна отвечать требованиям по быстродействию и колебательности. В соответствии с этими требованиями конструируется эталонное (желаемое) дифференциальное уравнение для {\displaystyle y}, которому необходимо подчинить движение объекта.
Задачей синтеза является отыскание такого закона управления {\displaystyle u(\cdot )}, чтобы замкнутая система 
{\displaystyle \left\{{\begin{matrix}{\dot {x}}=f(t,x,u(\cdot )),\\y=g(t,x)\end{matrix}}\right.}
отвечала требованиям  к статике и динамике.

## Идея метода локализации
Метод локализации предполагает, что управление формируется не только в виде функции состояния {\displaystyle x(t)}, но и в функции вектора скорости {\displaystyle {\dot {x}}(t)}.  Если движение объекта описывается уравнением {\displaystyle {\dot {x}}(t)=f(t,x,u)}, то использование {\displaystyle {\dot {x}}} означает текущую оценку правой части уравнения и, следовательно, действия всех возмущений и проявления всех свойств объекта управления. Полагается, что управление имеет вид
{\displaystyle u=u(x,{\dot {x}},v)}.
Такое управление придает дополнительные технические возможности, которые объясняются эффектом локализации, хорошо «видимым» при структурной интерпретации управления в функции вектора скорости.

## Управлениеобъектом первого порядка
Для иллюстрации метода локализации рассматривается задача управления нелинейным нестационарным объектом вида
{\displaystyle {\dot {x}}=f(t,x)+b(t,x)u}, {\displaystyle b(t,x)>0}, {\displaystyle (x,u)\in R^{1}}
где {\displaystyle x} - состояние объекта; выход объекта {\displaystyle y=x}; {\displaystyle u} - управление.
От замкнутой системы требуются динамические свойства, соответствующие дифференциальному уравнению
{\displaystyle {\dot {x}}=F(x,v)}, {\displaystyle v\in R^{1}},
здесь {\displaystyle F} - уравнение эталонной (желаемой) динамики.
Управление организуется по закону
{\displaystyle u=k(F(x,v)-{\dot {x}})},
где {\displaystyle k} — положительный коэффициент.
При подстановке закона управления в уравнение объекта получается система вида
{\displaystyle {\dot {x}}={{bk} \over {1+bk}}F(x,v)+{{1} \over {1+bk}}f(t,x)}.
Видно, что при увеличении коэффициента {\displaystyle k}, находящегося в нашем распоряжении, уравнение системы приближается к заданному и в пределе, при {\displaystyle k\rightarrow \infty }, вырождается в него.